# Cetrimoniumchloride
Cetrimoniumchloride  is in zuivere vorm een wit, hygroscopisch poeder. Het is een quaternair alkylammoniumzout, waarbij de alkylgroep een lineaire keten van zestien koolstofatomen omvat. Het is goed oplosbaar in water. Het is een oppervlakteactieve stof, met antistatische en desinfecterende eigenschappen, die het deelt met andere vergelijkbare quaternaire ammoniumzouten.
Het wordt vooral gebruikt in haarverzorgingsproducten, met name in hairconditioners en shampoos, en in kleine concentraties als conserveermiddel in andere producten (niet enkel cosmetica maar bijvoorbeeld ook fungicide-formulaties) met als functie de ontwikkeling van micro-organismen tegen te gaan.
Een andere toepassing is als ontsmettingsmiddel, bijvoorbeeld in desinfecterende middelen om de huid te ontsmetten vóór een operatie.
Andere toepassingen zijn onder meer als dispergeermiddel, coagulant bij de productie van antibiotica, in wasverzachters, of hulpstof in de textielindustrie of bij fermentatie.